# 女皇 (妮姬·米娜專輯)
《女皇》是特立尼达出生的美國饒舌歌手妮琪·米娜的第四張錄音室專輯。專輯於2018年8月10日發行，發行公司為、唱片和聯眾唱片。此專輯是妮姬睽違四年後發布的首張專輯，前作是《粉紅藍圖》（2014年）。妮姬·米娜在2017和2018年著手錄製專輯，並與多位詞曲作家和製作人合作以達到她想要的水準。專輯邀請了多位歌手助陣獻聲，包括饒舌歌手Eminem、骚狐狸、未来小子、斯韦·李和小韋恩；以及歌手爱莉安娜·格兰德、迷走小子和威肯。
專輯曾一度延期發行，但最終又提前一週早於定下的時間發行。專輯的單曲有：〈春麗〉、〈百萬名床〉、和一首的重混版本。為了進一步宣傳專輯的發行，妮姬開啟了她的個人電台節目，名為《女皇電台》（Queen Radio），並於Beats 1電台播出，她還出場多次電視節目、進行現場表演，還在2019年2月開始了妮姬世界巡迴演唱會。
《女皇》收到了音樂評論家廣泛的正面評價，讚揚了其製作水準，但也有許多批評針對專輯的長度、歌詞缺乏方向性和一體性。專輯憑藉185,000個专辑等价单位，在美國《告示牌》二百大專輯榜首週空降第二名，其中有78,000個單位來自專輯實際銷量。專輯也在多個主要音樂市場排到前十名，像是澳洲、加拿大、荷蘭、愛爾蘭、紐西蘭、挪威、瑞士和英國。2019年1月，《女皇》獲美國唱片業協會認證白金唱片。

## 背景和發展
妮姬·米娜在2014年發表了她的第三張錄音室專輯《粉紅藍圖》，並於2015年8月結束了粉紅藍圖巡迴演唱會，之後她在2016年10月出席了Hot 97電台的節目，在節目上她被問到下一張專輯的詳細資訊，回應道，「這張專輯太偉大了，但這是一場旅程，對吧。當我的首張專輯發表前，所有人都找我伴唱；我有我自己的仗要打，但我自己卻沒有意識到。現在，我必須要為他人完成其他一些事。」在接下來的採訪中，妮姬聲稱她的第四張錄音室專輯將會是她的「嘔心瀝血之作」（best body of work），「一張將永遠不會被遺忘的經典嘻哈專輯」，且將會是一個「比〈大蟒蛇〉還要偉大無數倍」的時期。
2017年10月，妮姬對透露了她對新專輯的看法。「聽覺上，我知道這張專輯聽起來將會是什麼樣」，她說，「我知道這張專輯將對我的粉絲至關重要。這張專輯是我一生中的一切……現在，我可以告訴你們，過去兩年我的人生發生了什麼。我知道我是誰。我會讓妮姬·米娜明白這張專輯，明白我愛她。」

## 音樂和歌詞
《女皇》是一張嘻哈專輯，同時也包含了陷阱、舞廳、雷鬼，流行和R&B元素。首支曲目是一首靈感來自雷鬼音樂的island-pop歌曲，在歌曲中妮姬捍衛了她在音樂產業的地位。接下來的曲目，由Eminem和迷走小子伴唱，是一首「沉浸在過時的鋼琴和弦下，狂想曲般的弦樂湧起，及一段刺耳的人聲hook」的流行-饒舌歌曲。第三首曲目取樣自聲名狼藉先生1994年的歌曲中說唱著對熱門R&B歌手的性慾望的片段，妮姬在歌曲中吐槽了男性藝人，包括了德瑞克、她的前男友米克·米尔、Eminem、DJ卡利、50 Cent、扬·萨格、斯韦·李、利尔·乌兹·弗特、Fetty Wap、Quavo、迪赞纳、未来小子和YG。妮姬澄清道，專輯只針對了她喜愛的個人，且聲稱其並非一首diss歌曲。
由小韋恩伴唱，是一首陷阱歌曲，而R&B歌曲則「展現了《女皇》最華麗的一部分製作」。在中，伴唱歌手威肯憑藉他「假聲男高音，完美地與【米娜的】部分——自动调谐後的饒舌及失真人聲對位
」，呈現了一對逐漸疏遠的戀人間的悲鳴。嘻哈雙人組合雷·什里默德的成員斯韦·李也在專輯中獻聲。《滾石》的布蘭登·克林肯伯格（Brendan Klinkenberg）認為在這首曲目中，妮姬「置入清楚的界線、突兀的主歌」，使得斯韦·李憑他「精巧的假聲」奪走了焦點。妮姬根據斯韦·李（Swae Lee）的名字將歌曲命名為。在此曲目最後，進入一段瘋狂的笑聲前，妮姬誇讚了她的聽眾，「你們現在在女皇的中間，思考/我看得出為什麼她把這玩意叫做女皇/這婊子真的是個女皇——啊！」
專輯的主打單曲〈春麗〉緊隨其後。由未来小子伴唱的歌曲，是原17首曲目專輯後加入的兩首歌其一。《綜藝》將描述為「一首柔和、精雕細琢的歌謠，使妮姬的說唱浪漫安居繞在豐富的環境中。」骚狐狸在歌曲中伴唱。Uproxx的安德烈·吉（Andree Gee）稱他們在這首「大張旗鼓」的歌曲中的合作留有「二人的千里達根源的真實，且有靈感來自舞廳的鼓樂融合於不和諧的音符之中。」歌曲往後便是最後一首曲目。

## 發行和宣傳
2018年5月7日，在Met Gala上的一場採訪中，妮姬宣布了專輯標題和原始發行日期。專輯原本定於6月15日發行，但被推遲到8月10日，後再推遲到8月17日，最終早於計畫一周發行。
隨著專輯發行，妮姬開始了她自己的電台節目，名為《女皇電台》（Queen Radio），於Beats 1播出。該電台節目始於2018年8月9日，最近一期於2020年2月10日播出。節目邀請了眾多名人客串，包括艾莉西亚·凯斯、溫妮·哈洛、金·卡戴珊、凯莉·罗兰、斯韦·李、混合甜心、小韋恩、宁宁·利克斯、诺曼妮、坎迪·布罗斯、蘿倫·倫敦、柯兰尼、泰加、崔娜、Asian Doll、凱西、醬爆弟弟、布蕾·查娜、大芬迪（Big Fendi）、喬·布登和特斯·麥迪遜。節目開始時妮姬通常會閱讀粉絲的推文。在整個節目中，妮姬播放了她自己的歌單，其中有各式各樣的歌曲，還包含了專輯內的部分曲目。另外，妮姬還給來電者提供了性生活方面的建議。
妮姬為宣傳專輯，多次出場電視節目和現場演出。2018年5月13日，在迈阿密Rolling Loud音樂節上，妮姬在未来小子的主場現場演唱了〈春麗〉。2018年5月19日，她在《週六夜現場》季末出場，並同樣表演了〈春麗〉。2018年6月23日，她在黑人娛樂電視大獎上演唱了〈春麗〉和的混合曲。2018年8月13日，她以嘉賓身份出場了《斯蒂芬·科拜尔晚间秀》，並為斯蒂芬·科拜尔獻上了一段的freestyle主歌。2018年8月20日，在2018年MTV音乐录影带大奖上，她在世界貿易中心車站 (PATH)現場表演了、和的混合曲。2018年11月4日，在西班牙2018年MTV歐洲音樂大獎上，妮姬表演了她的歌曲，並與混合甜心合唱。2018年11月11日，妮姬在第44屆人民選擇獎上與泰加一起表演了和，其中《女皇》由投票贏得了2018年度專輯獎。
周邊商品和巡演套裝隨專輯一起販售。其他的宣傳包括和美國饒舌歌手未來小子一起主辦NickiHndrxx巡迴演唱會。然而，在2018年12月21日，據公布未來小子將不再參與巡演，而妮姬將與現已去世的美國饒舌歌手朱斯·沃尔德一同巡演；妮姬世界巡迴演唱會於2019年2月在歐洲開始。

### 封面和包裝
2018年6月7日，妮姬在Twitter上發表了專輯的封面，由墨特與馬可斯於音樂錄影帶攝影期間一同拍攝，在封面中，妮姬·米娜上身裸露，坐在一根樹幹上。她身著乳貼和一頂由古埃及女皇克娄巴特拉七世啟發的帽子。

## 單曲
專輯首支單曲〈春麗〉於2018年4月12日發行，並同時發行了歌曲。做為專輯的主打單曲，歌曲的直式音樂錄影帶在4月13日發佈，而史蒂文·克萊因執導的官方音樂錄影帶則在5月4日上傳至妮姬的YouTube和Vevo帳號上。歌曲在美國《告示牌》百大單曲榜最高排名第10，並在節奏藍調及嘻哈歌曲榜單上最高排名第6；並由美國唱片業協會認證為白金唱片。〈百萬名床〉，由美國爱莉安娜·格兰德伴唱，發行日期為6月14日，是專輯的第2首單曲，發行同時也開放了專輯預訂，6月19日在美國當代流行電台和當代節奏電台播放。7月6日，〈百萬名床〉的音樂錄影帶在妮姬的YouTube和Vevo帳號上首映，導演是海普·威廉斯。此歌曲在《告示牌》百大單曲榜最高排名第42，且在節奏藍調及嘻哈熱門歌曲榜上最高排名第19名，還被美國唱片業協會認證為金唱片。
是專輯的第3首單曲，8月14日在美國的當代節奏電台播放。海普·威廉斯執導的音樂錄影帶於9月11日發行。歌曲在《告示牌》百大單曲榜最高排名第18，在節奏藍調及嘻哈熱門歌曲榜上最高排名第13名，美國唱片業協會認證金唱片。，由Eminem和迷走小子獻聲助陣，還有分別定於10月16日和11月13日均作為單曲，在電台播放。最終只有後者發行，並有美國饒舌歌手小韋恩伴唱的重混版，為專輯的第4首單曲且有音樂錄影帶，導演是柯林·提里，發行日期為9月29日。歌曲在《告示牌》百大單曲榜最高排名第60，節奏藍調及嘻哈熱門歌曲榜上最高排名第29。

### 宣傳單曲
〉由美國饒舌歌手小韋恩伴唱，2018年6月11日作為專輯的宣傳單曲發佈。歌曲在《告示牌》百大單曲榜最高排名第56，節奏藍調及嘻哈熱門歌曲榜上最高排名第24。

### 其他歌曲
2018年4月12日，跟〈春麗〉一起發行。原計劃收錄於《女皇》，但最終並未在專輯標準版出現，而是在收錄在Target獨家版本專輯中。5月4日，歌曲的音樂錄影帶在妮姬的YouTube和Vevo帳號上發佈，由喬凡尼·比安科（Giovanni Bianco）執導。歌曲在《告示牌》百大單曲榜最高排名第25，節奏藍調及嘻哈熱門歌曲榜上最高排名第17，美國唱片業協會認證金唱片。是專輯的開篇曲目，8月13日發佈了其由墨特與馬可斯執導的音樂錄影帶。此歌曲在《告示牌》百大單曲榜最高排名第60，節奏藍調及嘻哈熱門歌曲榜上最高排名第27。的音樂錄影帶於2019年2月1日發行。妮姬在Instagram上提前一天宣佈了影片將發布及宣佈了她的女皇香水（Queen Fragrance）。
美國饒舌歌手6ix9ine的歌曲由妮姬和默達·比茲伴唱，於7月22日發行，並同時發佈音樂錄影帶，導演是TrifeDrew及威廉·阿舍（William Asher）。歌曲在《告示牌》百大單曲榜和節奏藍調及嘻哈熱門歌曲榜上都最高排名第3，並獲美國唱片業協會認證為八白金唱片。專輯發佈一天後，加入了專輯，為第20首曲目，並僅於數位標準版裡出現。
2021年5月7日，歌曲在iTunes達到了第1名，原因是妮姬的粉絲在社群媒體上發起的「LLC派對」（LLC Party），鼓勵其他人串流和下載歌曲。粉絲的作為讓這首已發佈3年的歌曲成為話題趨勢並推至頂峰。

## 評論反響
| 綜合得分                 | 綜合得分 |
| 來源                     | 評分     |
| ------------------------ | -------- |
|                          | 6.5/10   |
|                          | 70/100   |
| 評論得分                 |          |
| 來源                     | 評分     |
|                          | [ 2 ]    |
| 《娱乐周刊》             | B        |
| 《衛報》                 | [ 8 ]    |
| 《HipHopDX》             | 3.4/5    |
| 《獨立報》               | [ 75 ]   |
| 《》                     | [ 76 ]   |
| 《》                     | 7.6/10   |
| 《滾石》                 | [ 78 ]   |
| 《》                     | [ 79 ]   |
| 《》 (羅伯特·克里斯特高) | A–       |

《女皇》獲得了普遍的正面評價。Metacritic取100分為滿分的標準分數，聚合主流媒體的評論，在該網站上專輯獲得了平均分70分，分數基於22則評論。
《獨立報》的艾拉·朱克威（Ella Jukwey）寫道，《女皇》是「米娜的職業生涯迄今以來最重要的專輯。這是她在職業生涯中第一次面對真實的對立，且這張最新的專輯顯示了競爭把她最好的一面給帶了出來。部分點上可能缺乏凝聚力，但有一件事不容質疑：米娜仍是她領域中的頂尖人物。」在《Vice》的評論中，羅伯特·克里斯特高說米娜的專輯和Eminem2018年的專輯《痞子特攻隊》唱片為「給他們和我聽著成長的嘻哈（the hip-hop they and I came up on）和兩人都出色的、少見的flow帶來了唇技快速、舌頭尖銳（quick-lipped, sharp-tongued）的口舌。且兩者都有趣、暴躁、自信地宣告他們二人絕不會退場。」

## 商業表現
在美國，《女皇》首週空降《告示牌》二百大專輯榜第2名，得到了185,000個專輯等價單位，其中有78,000為實際銷量。專輯首週落後於美國饒舌歌手特拉维斯·斯科特已兩周登頂的專輯《崔式遊樂園》。《女皇》的銷量由妮姬網站上的各式周邊商品/專輯套裝支持，以及其在當時將與未来小子的共同巡演演唱會門票/專輯銷售兌換。專輯在第2週降了1名，落在第3名的位置，且另外獲得了95,000個專輯等價單位。第3週，專輯在二百大專輯榜下降至第5名，增加了64,000個專輯等價單位。第4週，《女皇》在二百大專輯榜上從第5名掉到第7名，售出了47,000個專輯等價單位。
在澳洲，《女皇》空降澳大利亚唱片业协会榜第4名，成為妮姬在澳洲專輯榜單上的最高排名。在加拿大，專輯首週在加拿大专辑榜上達到了第2名，落後於特拉维斯·斯科特的《崔式遊樂園》。這是妮姬連續第4張專輯在加拿大排名前十名。 在英國，專輯首週在英國專輯排行榜排第5名，成為妮姬在該榜上的第2張前十名專輯。專輯也在其他音樂市場上達到了前十名，如比利時（瓦隆大区）、荷蘭、愛爾蘭、紐西蘭、挪威和瑞士。《女皇》也是妮姬在法國和德國排名最高的專輯，首週分別空降第7和第18名。
2019年1月，《女皇》在美國國內達到了一百萬個專輯等價單位，被美國唱片業協會（RIAA）認證為白金唱片。

### 嘉獎
| 出版物 | 嘉獎           | 排名 | 參考   |
| ------ | -------------- | ---- | ------ |
| 《》   | 2018年最佳專輯 | 8    | [ 88 ] |

## 曲目列表
| 《女皇》－標準版 | 《女皇》－標準版                   | 《女皇》－標準版 | 《女皇》－標準版                                                                          | 《女皇》－標準版 |
| 曲序             | 曲目                               | 词曲 | 製作人                                                                                    | 时长             |
| ---------------- | ---------------------------------- | --- | ----------------------------------------------------------------------------------------- | ---------------- |
| 1.               |                                    | 奧妮卡·邁拉婕 傑里米·里德 （Jeremy Reid） 賈魯斯·莫澤 （Jairus Mozee） | 傑里米·里德                                                                               | 4:54             |
| 2.               | （與迷走小子合唱，由Eminem伴唱）   | 邁拉婕 蒂莫西·麥肯齊 （ 英语 ： Timothy McKenzie） 馬紹爾·馬瑟斯 路易斯·雷斯托 （ 英语 ： Luis Resto (musician)） | 迷走小子 （ 英语 ： Labrinth） Eminem [b]                                                         | 4:55             |
| 3.               |                                    | 邁拉婕 拉沙德·史密斯 （ 英语 ： Rashad Smith） 梅爾文·霍夫二世 （Melvin Hough II） 里維利諾·拉烏爾·伍特 （Rivelino Raoul Wouter） 克里斯多夫·華萊士 詹姆士·布朗 弗雷德·韋斯利  | 拉沙德·史密斯 （ 英语 ： Rashad Smith） 梅爾和穆斯 （Mel and Mus）                                    | 4:39             |
| 4.               | （由小韋恩伴唱）                   | 邁拉婕 德韋恩·卡特 里德 賈瓦拉·海德利 （Jawara Headley） 奧布里·德萊恩 （Aubry Delaine）                                                                                        | 傑里米·里德 大果汁 （Big Juice） [b]                                                      | 3:12             |
| 5.               |                                    | 邁拉婕 馬修·塞繆爾斯 （ 英语 ： Matthew Samuels） 小拉蒙·伊班加 （ 英语 ： Ramon Ibanga Jr.） 布列塔尼·哈扎德 （ 英语 ： Brittany Hazzard）                                                                                    | Boi-1da （ 英语 ： Boi-1da） 伊爾麥德 （ 英语 ： Illmind）                                              | 3:13             |
| 6.               | 百萬名床 （由爱莉安娜·格兰德伴唱） | 邁拉婕 本傑明·迪爾 （Benjamin Diehl） 加瑪爾·劉易斯 （ 英语 ： Gamal Lewis） 布雷特·貝利 （Brett Bailey） 梅斯康·大衛·阿舍 （Mescon David Asher） 德韋恩·金奎 （ 英语 ： Dwayne Chin-Quee）                | 本·比利恩斯 （Ben Billions） 畢茲·貝利 （Beats Bailey） Supa Dups （ 英语 ： Supa Dups） Messy [a] | 3:09             |
| 7.               | （由威肯伴唱）                     | 邁拉婕 亞柏·特斯法耶 哈扎德 里德 | 傑里米·里德                                                                               | 3:18             |
| 8.               |                                    | 邁拉婕 哈扎德 小魯珀特·托馬斯 （Rupert Thomas Jr.） 工藤正宗 （Masamune Kudo）                                                                                                  | 塞文·托馬斯 （ 英语 ： Sevn Thomas） 雷克斯·庫多 （Rex Kudo）                                        | 2:34             |
| 9.               | （由斯韦·李伴唱）                  | 邁拉婕 哈利夫·布朗 利蘭·韋恩 | Metro Boomin                                                                              | 6:10             |
| 10.              | 春麗                               | 邁拉婕 里德 | 傑里米·里德 妮琪·米娜 [a]                                                                 | 3:11             |
| 11.              |                                    | 邁拉婕 拉索爾·迪亞茲 （Rasool Diaz） 韋斯利·迪斯 （Wesley Dees） 傑森·福克斯 （（Jason Fox）                                                                                    | Sool DJ維斯 （DJ Wes） JFK                                                                | 3:41             |
| 12.              |                                    | 邁拉婕 麥可·威廉斯二世 阿什頓·霍根 （Asheton Hogan） | 迈克·威尔·梅迪特 Pluss                                                                    | 3:19             |
| 13.              |                                    | 邁拉婕 哈扎德 傑里米·科爾曼 （Jeremy Coleman） 丹尼爾·約翰遜 （Daniel Johnson） 朱恩·那瓦琪 （June Nawakii）                                                                    | JMIKE 朱恩·那瓦琪 凱恩·比茲 （ 英语 ： Kane Beatz）                                                 | 3:27             |
| 14.              |                                    | 邁拉婕 哈扎德 朱利安·格拉瑪 （Julian Gramma） Adam King Feeney | J·格拉姆 （J Gramm） 弗蘭克·杜克斯                                                        | 0:55             |
| 15.              |                                    | 邁拉婕 哈扎德 克里斯托弗·布雷德 （ 英语 ： Christopher Braide） Henry Walter （ 英语 ： Cirkut (record producer)） | 克里斯·布雷德 （ 英语 ： Chris Braide） 西庫特 （ 英语 ： Cirkut）                                          | 4:06             |
| 16.              | （由未来小子伴唱）                 | 邁拉婕 Nayvadius Wilburn Wayne Xavier Dotson （ 英语 ： Xavier Dotson） | Metro Boomin 扎伊托文 （ 英语 ： Zaytoven）                                                       | 3:44             |
| 17.              |                                    | 邁拉婕 肖恩·林德斯特倫 （ 英语 ： Shane Lindstrom） 迪亞茲 道格拉斯·帕特森 （Douglas Patterson）                                                                                               | 默達·比茲 （ 英语 ： Murda Beatz） Sool [a]                                                          | 3:10             |
| 18.              | （骚狐狸由伴唱）                   | 邁拉婕 約書亞·亞當斯 （Joshua Adams） 英加·馬爾尚 （ 英语 ： Foxy Brown (rapper)） 艾什利·班尼斯特 （Ashley Bannister） 狄龍·哈特·弗朗西斯 桑尼·摩爾                                               | J·比茲 （ 英语 ： J Beatzz） 布蘭克 [a]                                                           | 3:44             |
| 19.              |                                    | 邁拉婕 亞當斯 班尼斯特 狄龍 摩爾 | J·比茲 （ 英语 ： J Beatzz） 布蘭克 [a]                                                           | 0:58             |
| 总时长：         | 总时长：                           | 总时长： | 总时长：                                                                                  | 66:19            |

| 《女皇》－標準版 | 《女皇》－標準版                              | 《女皇》－標準版 | 《女皇》－標準版 | 《女皇》－標準版 |
| 曲序             | 曲目                                          | 词曲 | 製作人           | 时长             |
| ---------------- | --------------------------------------------- | --- | ---------------- | ---------------- |
| 20.              | （6ix9ine主唱，由妮姬·米娜和穆爾達·比茨伴唱） | 丹尼爾·赫爾南德斯 邁拉婕 林德斯特倫 凱文·戈林格 （Kevin Gomringer） 蒂姆·戈林格 （Tim Gomringer） 安德魯·格林 （Andrew Green） | 默達·比茲        | 2:59             |
| 总时长：         | 总时长：                                      | 总时长： | 总时长：         | 70:00            |

| 《女皇》－豪華版 | 《女皇》－豪華版 | 《女皇》－豪華版                        | 《女皇》－豪華版       | 《女皇》－豪華版 |
| 曲序             | 曲目             | 词曲                                    | 製作人                 | 时长             |
| ---------------- | ---------------- | --------------------------------------- | ---------------------- | ---------------- |
| 20.              | （由小韋恩伴唱） | 邁拉婕 麥可·威廉斯二世 阿什頓·霍根 卡特 | 迈克·威尔·梅迪特 Pluss | 3:57             |
| 总时长：         | 总时长：         | 总时长：                                | 总时长：               | 70:16            |

| 《女皇》 －和日本版 | 《女皇》 －和日本版 | 《女皇》 －和日本版                                             | 《女皇》 －和日本版   | 《女皇》 －和日本版 |
| 曲序                | 曲目                | 词曲                                                            | 製作人                | 时长                |
| ------------------- | ------------------- | --------------------------------------------------------------- | --------------------- | ------------------- |
| 20.                 |                     | 邁拉婕 里德                                                     | 傑里米·里德           | 3:11                |
| 21.                 |                     | 邁拉婕 文森特·沃森 （Vincent Watson） 科里·馬丁 （Cory Martin） | Invincible Lowkey [b] | 3:33                |
| 总时长：            | 总时长：            | 总时长：                                                        | 总时长：              | 73:14               |

註解
- ^[a] 表示共同製作人。
- ^[b] 表示副製作人。
- 發行時錯誤把標題標成了
- 中道格拉斯·帕特森（Douglas Patterson）貢獻了額外聲樂
- 在官方曲目列表中的標題為「FEFE」，且此歌是在女皇發行首週內中途加入的

取樣來源
- 包含了的片段，歌曲作者為克里斯多夫·華萊士（Christopher Wallace）和拉沙德·史密斯，演唱者是聲名狼藉先生；取樣並插入了的片段，歌曲作者為詹姆斯·布朗（James Brown）和弗雷德·韋斯利（Fred Wesley），演唱者是布朗
- 和包含了歌曲的元素並進行取樣，歌曲作者為狄龍·哈特·弗朗西斯和桑尼·摩爾，演唱者是狄龙·弗朗西斯和史奇雷克斯

## 製作人員
製作人員來自《女皇》專輯內頁說明。

### 音樂家
- 妮琪·米娜 – 主要聲樂 (所有曲目、在FEFE中為伴唱)
- 6ix9ine – 主要聲樂（曲目20（額外歌曲））
- 迷走小子（英语：Labrinth） – 主要聲樂（曲目2）
- Eminem – 伴唱聲樂（曲目2）
- 小韋恩 – 伴唱聲樂（曲目4、曲目20（豪華版））
- 爱莉安娜·格兰德 – 伴唱聲樂（曲目6）
- 威肯 – 伴唱聲樂（曲目7）
- 斯韦·李 – 伴唱聲樂（曲目9）
- 未来小子 – 伴唱聲樂（曲目16）
- 默達·比茲（英语：Murda Beatz） – 伴唱藝人（曲目20（額外歌曲））
- 骚狐狸（英语：Foxy Brown (rapper)） – 伴唱聲樂（曲目18）
- 道格拉斯·帕特森（Douglas Patterson） – 額外人生（曲目17）
- 賈魯斯·莫澤（Jairus Mozee） – 吉他（曲目1）
- 路易斯·雷斯托（英语：Luis Resto (musician)） – 副鍵盤手（曲目2）
- OP! – 副音樂程式設計（曲目3）

### 製作
- 德韋恩·「總統」·卡特 – 執行製作
- 布萊恩·「小鳥人」·威廉斯（英语：Birdman (rapper)） – 執行製作
- 隆納德·「史利姆達東」·威廉斯（英语：Ronald "Slim" Williams） – 執行製作
- 妮琪·米娜 – 共同執行製作、共同製作（曲目10）
- 珍妮·比爾（Jenny Beal） – 專輯製作
- 米歇爾·阿亞巴雷諾（Michelle Ayabarreno） – 專輯製作
- 傑里米·里德 – 製作（曲目1、4、7、10和21（Target））
- 迷走小子（英语：Labrinth） – 製作（曲目2）
- 拉沙德·「林戈」·史密斯（英语：Rashad Smith） – 製作（曲目3）
- 梅爾和穆斯（Mel and Mus） – 製作（曲目3）
- Boi-1da（英语：Boi-1da） – 製作（曲目5）
- 伊爾麥德（英语：Illmind） – 製作（曲目5）
- 本·比利恩斯（Ben Billions） – 製作（曲目6）
- 畢茲·貝利（Beats Bailey） – 製作（曲目6）
- 德韋恩·「蘇帕·杜帕」·金奎（英语：Supa Dups） – 製作（曲目6）
- 塞文·托馬斯（英语：Sevn Thomas） – 製作（曲目8）
- 雷克斯·庫多（Rex Kudo） – 製作（曲目8）
- 梅特罗·布明 – 製作（曲目9和16）
- Sool – 製作（曲目11和17）
- DJ維斯（DJ Wes） – 製作（曲目11）
- JFK – 製作（曲目11）
- 迈克·威尔·梅迪特 – 製作（曲目12）
- Pluss – 製作（曲目12）
- JMIKE – 製作（曲目13）
- 朱恩·那瓦琪（June Nawakii） – 製作（曲目13）
- 凱恩·比茲（英语：Kane Beatz） – 製作（曲目13）
- J·格拉姆（J Gramm） – 製作（曲目14）
- 弗蘭克·杜克斯 – 製作（曲目14）
- 克里斯托弗·布雷德（英语：Christopher Braide） – 製作（曲目15）
- 亨利·「西庫特」·沃爾特（英语：Cirkut） – 製作（曲目15）
- 扎伊托文（英语：Zaytoven） – 製作（曲目16）
- 默達·比茲（英语：Murda Beatz） – 製作（曲目17和20（額外歌曲））
- J·比茲 – 製作（曲目18和19）
- Invincible – 製作（曲目20（Target））
- Messy – 共同製作（曲目6）
- 艾什利·「布蘭克」·班尼斯特（Ashley "Blank" Bannister） – 共同製作（曲目18和19）
- 庫比茲（英语：Cubeatz） – 共同製作（曲目20（額外歌曲））
- Lowkey – 共同製作（曲目20（Target））
- Eminem – 副製作（曲目2）
- 奧布里·「畢格朱斯」·德萊恩（Aubry "Big Juice" Delaine） – 副製作（曲目4）

### 技術人員
- 奧布里·「畢格朱斯」·德萊恩 – 唱片工程師 (all tracks)、混音（曲目5、16和 21（Target））
- 迷走小子（英语：Labrinth） – 唱片工程師（曲目1、2、11和21（Target））
- 邁克·斯特蘭奇（Mike Strange） – 唱片工程師（曲目2）
- 喬·斯特蘭奇 – 唱片工程師（曲目2）
- 傑夫·愛德華茲 – 唱片工程師（曲目4）
- 曼尼·加爾維茲（Manny Galvez） – 唱片工程師（曲目4）
- 神山真（Shin Kamiyama） – 唱片工程師（曲目7）
- 蘭迪·蘭弗（Randy Lanphaer） – 唱片工程師（曲目9）
- 斯韦·李 – 唱片工程師（曲目9）
- 傑里米·里德（Jeremy Reid） – 唱片工程師（曲目18）
- 威扎德·李·溫伯格（Wizard Lee Weinberg） – 唱片工程師（曲目20（額外歌曲））、混音（曲目20（額外歌曲））、母帶工程師（曲目20（額外歌曲））
- 勞拉·貝茨（Laura Bates） – 唱片工程師助理（曲目1、3、7、10、11和21（Target））、混音助理（曲目5、10、16和21（Target））
- 伊万·希門尼斯（Iván Jiménez – 唱片工程師助理（曲目1、10、11和21（Target））、混音助理（曲目16）
- 布賴恩·賈德（Brian Judd） – 唱片工程師助理（曲目1、4、7、9、11、13和17）
- 尼克·瓦倫丁（Nick Valentin） – 唱片工程師助理（曲目1、2、6、8、12–15和20（Target））
- 亞歷克斯·埃斯特維茲（Alex Estevez） – 唱片工程師助理（曲目2）
- 托德·伯格曼（Todd Bergman） – 唱片工程師助理（曲目3）
- 賈馬爾·貝里（Jamal Berry） – 唱片工程師助理（曲目4和15）
- 傑森·德拉蒂布德雷（Jason Delattiboudere） – 唱片工程師助理（曲目4）
- 盧多維克·塔塔維爾（Ludovick Tartavel） – 唱片工程師助理（曲目5）
- 揚·波爾多（Yann Bordeo） – 唱片工程師助理（曲目5）
- 伊恩·芬德利（Iain Findlay） – 唱片工程師助理（曲目5和16）
- 喬登·席爾瓦（Jordon Silva） – 唱片工程師助理（曲目5和16）
- 威廉·科諾夫特（William Knauft） – 唱片工程師助理（曲目6、11和15）
- 科里·威廉斯（Cory Williams） – 唱片工程師助理（曲目9和14）
- 馬修·辛（Matthew Sim） – 唱片工程師助理（曲目12、17和18）
- 傑森·斯坦尼斯（Jason Staniulis） – 唱片工程師助理（曲目12、17–19）
- 健太米坂（Kenta Yonesaka） – 唱片工程師助理（曲目12、17和18）
- 肖恩·古德里奇（Shane Goodridge） – 唱片工程師助理（曲目18和19）
- 傑森·約書亞（英语：Jaycen Joshua） – 混音（曲目1、3–5、7、9、11、12、14、15、17–19）
- Eminem – 混音（曲目2）
- 邁克·斯特蘭奇 – 混音（曲目2）
- 塞班·幾內亞（英语：Serban Ghenea） – 混音（曲目6和13）
- 喬恩·卡斯特利（Jon Castelli） – 混音（曲目8和20（Target））
- 約翰·漢斯（John Hanes） – 混音 engineering（曲目6和13）
- 英格瑪·卡爾森（Ingmar Carlson） – 混音 engineering（曲目8）
- 喬什·德古茲曼（Josh Deguzman） – 混音 engineering（曲目20（Target））
- 大衛·納卡吉（David Nakaji） – 混音助理（曲目1、3、5、7、9、11、12、14、15、17–19）
- 本·米爾切夫（Ben Milchev） – 混音助理（曲目1、3、5、7、9、11、12、14、15、17–19）
- 雅各布·理查茲（Jacob Richards） – 混音助理（曲目4）
- 拉尚·麥克林（Rashawn Mclean） – 混音助理（曲目4）
- 邁克·西伯格（Mike Seaberg） – 混音助理（曲目4）
- 克里斯·阿森斯（Chris Athens） – 母帶（曲目1、3–19、20（Target）和21（Target））
- 布賴恩·「大貝斯」·加德納（英语：Brian Gardner） – 母帶（曲目2）

### 藝術作品
- 馬可斯·皮格特（英语：Marcus Piggott） – 攝影
- 墨特·阿拉斯（英语：Mert and Marcus） – 攝影
- 珍娜·馬什（Jenna Marsh） – 創意指導
- 喬·佩雷斯（Joe Perez） – 創意指導
- 凱蒂·麥金太爾（Katie McIntyre） – 字體設計、藝術指導助理
- 艾倫·邱（Allen Chiu） – 字體設計繪圖

## 榜單成績
| 榜單（2018年）                            | 最高 排名 |
| ----------------------------------------- | --------- |
| 澳大利亞（ARIA專輯榜）                    | 4         |
| 奧地利（奧地利Ö3專輯榜）                  | 19        |
| 比利時法蘭德斯（Ultratop專輯榜）          | 11        |
| 比利時瓦隆（Ultratop專輯榜）              | 8         |
| 加拿大（《告示牌》Canadian Albums Chart） | 2         |
| 捷克（ČNS IFPI專輯榜）                    | 44        |
| 丹麥（Hitlisten專輯榜）                   | 18        |
| 荷蘭（MegaCharts專輯榜）                  | 8         |
| 愛沙尼亞專輯榜（Eesti Ekspress）          | 11        |
| 芬蘭（Suomen virallinen lista專輯榜）     | 11        |
| 法國（SNEP專輯榜）                        | 7         |
| 德國（Offizielle Top 100專輯榜）          | 18        |
| 匈牙利（MAHASZ專輯榜）                    | 31        |
| 愛爾蘭（IRMA專輯榜）                      | 5         |
| 義大利專輯榜（FIMI）                      | 19        |
| 日本（Oricon專輯榜）                      | 80        |
| 紐西蘭專輯榜（RMNZ）                      | 8         |
| 挪威（VG-lista專輯榜）                    | 9         |
| 波蘭（ZPAV專輯榜）                        | 27        |
| 蘇格蘭（OCC專輯榜）                       | 15        |
| 西班牙專輯榜（PROMUSICAE）                | 19        |
| 瑞典專輯榜（Sverigetopplistan）           | 15        |
| 瑞士（Schweizer Hitparade專輯榜）         | 5         |
| 英國（OCC專輯榜）                         | 5         |
| 英國（OCC節奏藍調專輯榜）                 | 1         |
| 美國《告示牌》二百大專輯榜                | 2         |
| 美國（《告示牌》Top R&B/Hip-Hop Albums）  | 2         |

| 榜單（2018年）                       | 排名 |
| ------------------------------------ | ---- |
| 澳洲專輯榜（ARIA）                   | 69   |
| 加拿大專輯榜（《告示牌》）           | 40   |
| 法國專輯榜（SNEP）                   | 185  |
| 美國《告示牌》二百大專輯榜           | 42   |
| 美國最熱R&B/嘻哈專輯榜（《告示牌》） | 25   |

| 榜單（2019年）                       | 排名 |
| ------------------------------------ | ---- |
| 美國《告示牌》二百大專輯榜           | 96   |
| 美國最熱R&B/嘻哈專輯榜（《告示牌》） | 67   |

## 認證
| 地區                   | 认证 | 认证单位/销量 |
| ---------------------- | ---- | ------------- |
| 英国（英国唱片业协会） | 金   | 100,000‡      |
| 美国（美國唱片業協會） | 白金 | 1,000,000‡    |
| ‡僅含認證的+實際銷量   |      |               |

## 發行紀錄
| 地區 | 日期          | 格式            | 廠牌                                          |
| ---- | ------------- | --------------- | --------------------------------------------- |
| 多地 | 2018年8月10日 | 數位下載 流媒体 | Young Money Cash Money  聯眾唱片 |
| 多地 | 2018年8月17日 | CD              | Young Money Cash Money  聯眾唱片 |
| 多地 | 2018年10月    | LP 卡帶         | Young Money Cash Money  聯眾唱片 |
| 日本 | 2018年9月26日 | CD              | 日本環球音樂                                  |

## 外部連結
- 官方网站
- Did It On Em Socks （页面存档备份，存于）